# Hessische Schweiz bei Meinhard
Hessische Schweiz bei Meinhard ist die Bezeichnung eines im Jahr 1989 ausgewiesenen Naturschutzgebiets auf dem Höhenzug der Gobert im nordhessischen Werra-Meißner-Kreis. Es grenzt teilweise an den thüringischen Landkreis Eichsfeld. Den Beinamen „Hessische Schweiz“ verdankt die Gegend ihrer landschaftlichen Schönheit und vermutlich auch dem teilweise alpinen Charakter der Felsbereiche. Die höchsten Erhebungen, Hörne und Hohestein bieten mit ihrer Horizontlinie und den aus den Wäldern ragenden, weit sichtbaren hellen Felswänden eines der augenfälligsten Landschaftsbilder des Unteren Werraberglands.
In dem Naturschutzgebiet sollen die Buchenwälder auf den Plateaulagen oberhalb von Hitzelrode und ein Kalkquellsumpf in einem kleinen separaten Bereich nördlich von Motzenrode erhalten und gesichert werden. Große Teile der Waldgebiete werden seit Ende der 1980er Jahre nicht mehr forstlich genutzt und bleiben sich selbst überlassen. In diesem prozessgeschützten Bereich soll ein Naturwald entstehen, in dem alle Entwicklungsstufen von der Verjüngung bis zur Zerfallsphase nebeneinander zu finden sind. Gemeinsam mit dem benachbarten Naturschutzgebiet „Kalkklippen südlich des Iberges“ wurde die Hessische Schweiz als Fauna-Flora-Habitat-Gebiet „Kalkklippen der Gobert“ in das europaweite Netz besonderer Schutzgebiete „Natura 2000“ integriert. Die westliche Hälfte des Naturschutzgebiets gehört außerdem auch zu dem dreiteiligen Vogelschutzgebiet „Felsklippen im Werra-Meißner-Kreis“. Das Naturschutzgebiet Hessische Schweiz bei Meinhard besitzt eine Größe von 241,67 Hektar, hat die nationale Kennung 1636019 und den WDPA-Code 163663.

## Lage
Das Naturschutzgebiet befindet sich auf dem felsigen und bewaldeten Muschelkalk-Höhenzug der Gobert und erstreckt sich entlang der Landesgrenze zu Thüringen. Geprägt wird die Landschaft von den markanten Erhebungen des Hohesteins, mit 569 Metern nach dem Hohen Meißner der höchste Berg im nordöstlichen Hessen, der Hörne (522,7 m), der Hohen Bahn (509,6 m) und den offenen Felshängen. Das Schutzgebiet liegt im „Geo-Naturpark Frau-Holle-Land“ und wird in der naturräumlichen Gliederung Deutschlands des Instituts für Landeskunde Bad Godesberg der Teileinheit „Gobert“ (483.10) im „Allendorfer Wald“ (483.1) zugeordnet. Sie sind Teile des „Oberen Eichsfelds“ (483.1-3) in der Haupteinheitengruppe der „Nordwestlichen Randplatten des Thüringer Beckens“ (483). Der gesondert liegende Kalkquellsumpf nördlich von Motzenrode, in der Teileinheit des „Südlichen Gobertvorlands“ (358.52), wird dem „Unteren Werrabergland“ (358) in der Haupteinheitengruppe des „Osthessischen Berglands“ zugerechnet. Administrativ gehört das Naturschutzgebiet zu den Gemarkungen von Hitzelrode und Motzenrode der Gemeinde Meinhard und der Stadt Bad Sooden-Allendorf.

## Geschichte des Gebiets
Ein im Jahr 2007 gefundener Klingenkratzer aus Feuerstein an einem Wurzelteller belegt, dass sich schon in der Jungsteinzeit Menschen auf der Gobert aufgehalten haben.
Die Wallanlage auf dem Hohestein ist eine, noch heute erhaltene, weitere Siedlungsspur. Wall- und Grabenreste eines Nord-Süd verlaufenden ca. 650 m langen, bis zu zehn Meter breiten und bis zu drei Meter hohen Abschnittswalls mit vorgelagertem Doppelgraben riegeln den Nord-Süd-Grat des Hohesteins, mit 569 m ü. NHN der höchste Berg der Gobert, östlich ab und bilden so eine klumpfußähnliche Anlage von etwa 12 ha Größe; im Norden, Westen und Süden begrenzen steile natürliche Abbruchkanten die ehemals besiedelte Anlage. Der Wall ist noch heute Teil einer Gemarkungsgrenze. Der Name Brandwall stammt von einer Schicht gebrannten Lehms, die an der Walloberseite zutage tritt. Vermutlich wurde die Befestigung durch Feuer zerstört. Die durch den Wall geschützte Anlage war über die Späthallstatt- bis Frühlatènezeit besiedelt. Archäologische Grabungen in der Anlage und Profilschnitte durch den Wall ergaben Keramikfunde sowie Tier- und Menschenknochen und weisen auf diese Besiedlung hin. Die keltische Anlage war damit Teil von nahezu 80 Höhenbefestigungen dieser Zeit im späteren Bundesland Hessen (siehe auch: Liste vor- und frühgeschichtlicher Wallanlagen in Hessen).
Aus der frühen Zeit nach Beginn der Zeitrechnung des Gebiets ist nur sehr wenig bekannt. Es wird vermutet, dass in den Rodungsphasen im frühen Mittelalter im Bereich des Hohesteins Dörfer entstanden, die später alle wüst fielen. Noch erkennbare Ackerterrassen im Wald und Lesesteinhaufen zeugen von einer ehemaligen landwirtschaftlichen Nutzung. Auch das große Vorkommen des Kleinen Immergrüns auf der Gobert kann mit einer früheren Zeit in Verbindung stehen. Ursprünglich von den Römern eingeführt, erfolgte seine Ausbreitung fast ausschließlich über den Menschen und als Kulturreliktpflanze zeigen ihre Wuchsorte noch heute die Lage ehemaliger Burgen und Siedlungen an.
Seit dem 16. Jahrhundert gehörten die Wälder verschiedenen Adelsgeschlechtern, bis im Jahr 1596 die Burg Fürstenstein und mit ihr die Ländereien auf dem Hohestein in den alleinigen Besitz der Diede zum Fürstenstein kamen. Die Einwohner von Hitzelrode waren zu Hand- und Spanndiensten, Fruchtzins und Abgaben in Naturalien aller Art für den Lehnsherren verpflichtet. Zu den Nutzungsrechten, die ihnen zugesprochen waren, gehörten die „Hude- und Weidegerechtigkeit“ und das Sammeln von Futterlaub. Die Beziehungen zwischen den Hitzelrödern und ihren Lehnsherren müssen sehr konfliktreich gewesen sein, wie eine im Staatsarchiv Marburg liegende Aktensammlung aus dem 18. Jahrhundert mit Klagen der Bauern gegen die Herren von Diede belegt.
Nach dem Aussterben der Diede zum Fürstenstein im Jahr 1807 wechselte das Gebiet im 19. Jahrhundert mehrfach den Besitzer, bevor es ab 1910 dem Baron Ludwig Knoop, einem Großkaufmann aus Bremen gehörte. Dieser ließ das Gebiet mit einem zweieinhalb Meter hohen Gatter umschließen und setzte dort Hirsche ein, die in Eisenbahnwaggons aus Ungarn kamen. Der „Park für Edelwild“ erfreute sich so hoher Beliebtheit, dass sogar die Post während der Brunft Autofahrten zum „Hirschbrüllen“ auf die Gobert organisierte, wie der Schriftsteller Manfred Lückert in seinem Buch „Auf dem Eichsfeld“ schrieb. Die durch die Überhege bedingten Schälschäden sind noch an den älteren Bäumen zu erkennen.
Im Jahr 1928 gelangte der Wald in den Besitz der Familie von Lüninck, die in dem Bereich des späteren Grenzstreifens ein Sägewerk errichteten, das mit von Pferden gezogenen Wagen über Feldbahngleise aus den Wäldern mit Langholz beliefert wurde. Von dem, im Zusammenhang mit der innerdeutschen Grenze 1945 eingestellten Betrieb, sind nur noch die Fundamente erhalten. Das Land Hessen erwarb 1985 den Teil des Lüninckschen Waldbesitzes, in dem das Naturwaldreservat ausgewiesen werden sollte.

## Geologische Bedeutung

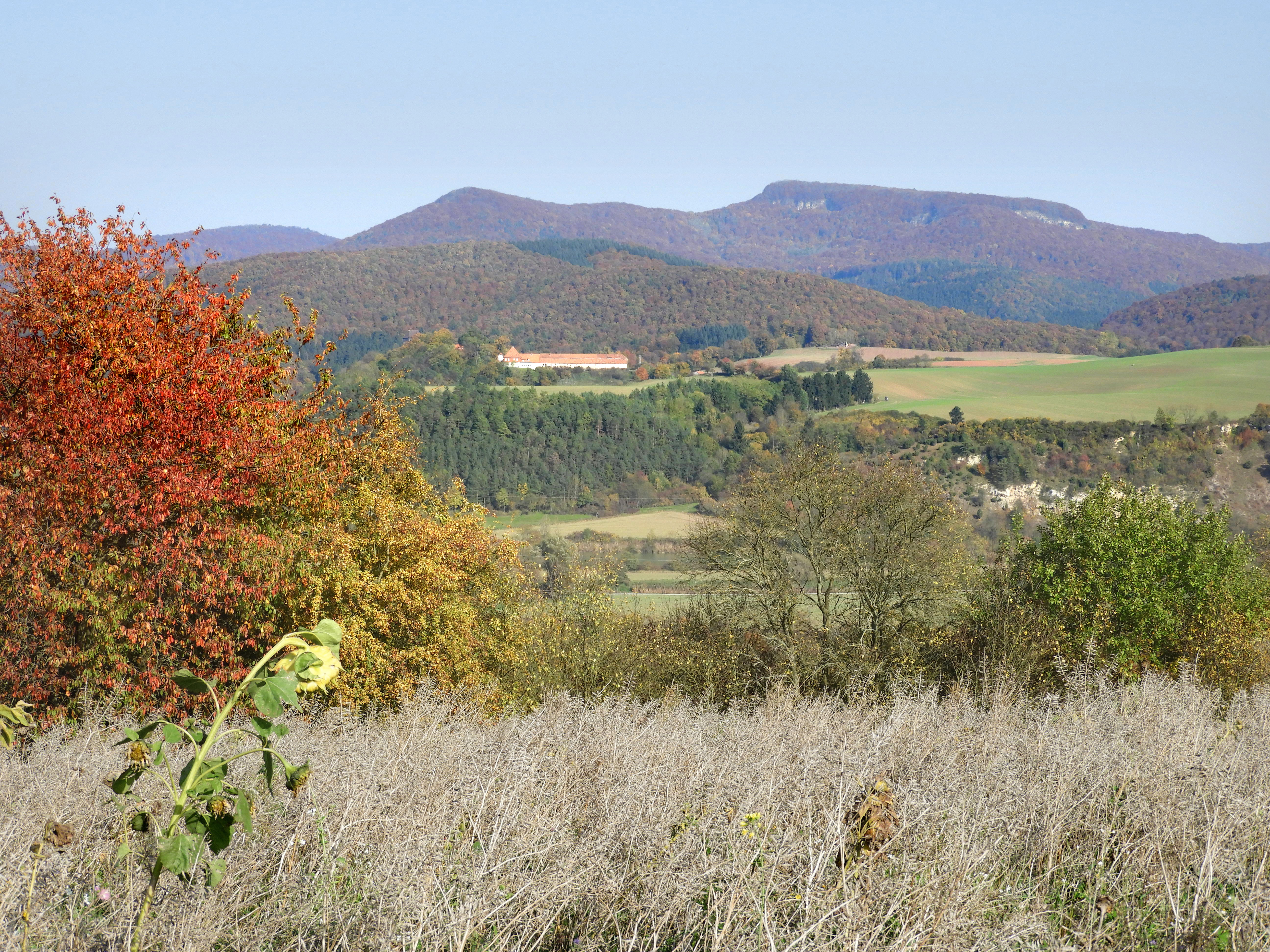
Die Horizontlinie über dem Werratal und Burg Fürstenstein bilden Gobert, Hörne und Hohestein

Der gesamte Bergstock der Gobert wird aus Unterem Muschelkalk aufgebaut, dem auf dem Plateau eine Decke des Oberen Wellenkalks aufgelagert ist. Das Gestein wurde in der Trias, vor rund 200 Millionen Jahren, in einem Flachmeer abgelagert und durch quartären Löss in unterschiedlicher Mächtigkeit überdeckt. Die Muschelkalkhöhen an der Werra sind eine der westlichsten Ausläufer der Muschelkalkplatten, die das Thüringer Becken umranden. Der von dem Leinetalgraben abzweigende Eichenberg-Gotha-Graben trennte die Gobert dem ursprünglich zusammenhängenden Gesteinsverband der Randplatten des Obereichsfelds und schuf mit ihr einen über 500 Meter hohen Zeugenberg-Komplex. Die heutige Oberflächengestalt, der durch Buchten und tief eingeschnittene Täler stark gegliederte Schichtstufenlandschaft, formten Massenverlagerungen und Erosion.
Massenbewegungen können sich besonders in niederschlagsreichen Zeiten ereignen, wenn Regenwasser in den Klüften und Spalten der verhältnismäßig verwitterungsbeständigen Kalkschicht versickert und auf die Röt-Formation des Oberen Buntsandsteins trifft, die den Muschelkalk unterlagert.
Das tonige Röt quillt auf und wird fließfähig. Dadurch wird der über dem Röt liegende Muschelkalk instabil und gerät in Bewegung. Die Felsbereiche, die sich dabei ablösen, rutschen auf dem breiartig gewordenen Röt allmählich talabwärts und lassen Schluchten entstehen. Diese ermöglichen ein verstärktes Versickern von Niederschlägen, die den Massenverlagerungsprozess beschleunigen. Von den steilen Abbruchkanten können Muschelkalk-Schollen als Bergsturz herunter kippen oder auf dem wasserundurchlässigen Untergrund als Bergrutsch den Hang hinab gleiten. Die mit diesen Vorgängen verbundenen geomorphologischen Kleinformen wie hangparallele Spalten am oberen Steilhang, abgerutschte Kalkschollen am Mittelhang und Schuttströme und Fließzungen am Unterhang, sind im Gebiet an vielen Stellen zu beobachten.
Diese Felsbereiche, die für das Werraland kennzeichnend sind und durch Bergrutsche und bergsturzartige Abbrüche des Muschelkalks entstanden, sollen in Deutschland nirgends so häufig vorkommen wie in dem Bereich der westlichen Umrandung des Thüringer Beckens, zu der neben der Gobert auch der Ringgau und die Wanfrieder Werrahöhen zählen. Sie gelten als die größten aktiven Bergsturzgebiete Hessens. Die letzten Bergstürze ereigneten sich hier im Jahr 1956 am Schickeberg, im südlicher liegenden Naturschutzgebiet „Boyneburg und Schickeberg bei Breitau“ und 1985 am Nordhang der Hörne. Künftige weitere Abbrüche sollen sich durch tiefer werdende Bodenspalten schon andeuten.

## Vegetation
Den größten Teil der Flächen bedecken Wälder, die den Lebensraumtypen „Waldmeister-Buchenwald“ und „Mitteleuropäischer Orchideen-Kalk-Buchenwald“ zugeordnet werden. Der Waldmeister-Buchenwald weist in weiten Teilen der Hessischen Schweiz einen Hallenwaldcharakter auf, mit der Rotbuche als dominierender Baumart. Stellenweise deuten höhere Anteile der Baumarten Hainbuche, Eiche und Esche auf die früheren Nutzungsformen als Niederwald- oder Schirmschlagbewirtschaftung hin. In der Krautschicht kommen Bodenfrische anzeigende Arten wie Gefleckter Aronstab, Gewöhnliche Goldnessel und Wald-Flattergras vor. Auch die Charakterarten dieses Waldtyps Waldgerste, Zwiebel-Zahnwurz, Waldmeister und Einblütiges Perlgras sind häufig vertreten. Die Orchideen-Buchenwälder, die sich auf den wärmebegünstigten Lagen der Hängen entwickelt haben, werden forstwirtschaftlich nicht mehr genutzt. In ihrem Unterwuchs auf den flachgründigen Kalkverwitterungsböden wachsen aus floristischer Sicht bemerkenswerte Arten, von denen sich viele auch durch ihre Schönheit auszeichnen. Zu ihnen gehören die Orchideen Frauenschuh, Weißes, Rotes und Schwertblättriges Waldvöglein, Fliegen-Ragwurz, Stattliches und Purpur-Knabenkraut, Müllers Stendelwurz, Rotbraune und Breitblättrige Stendelwurz.

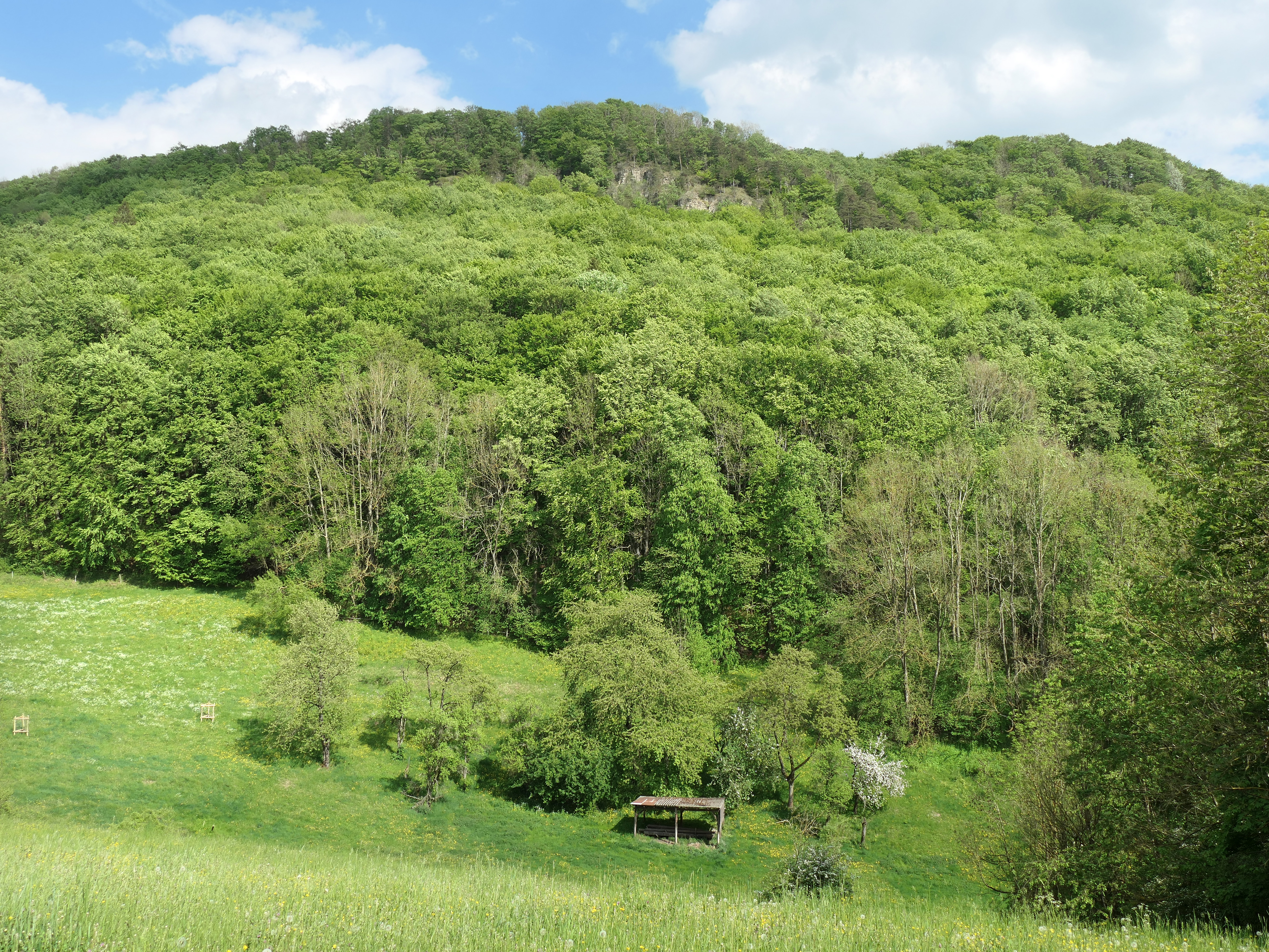
Der Bereich des Weißen Grabens oberhalb des Mühlbachtals
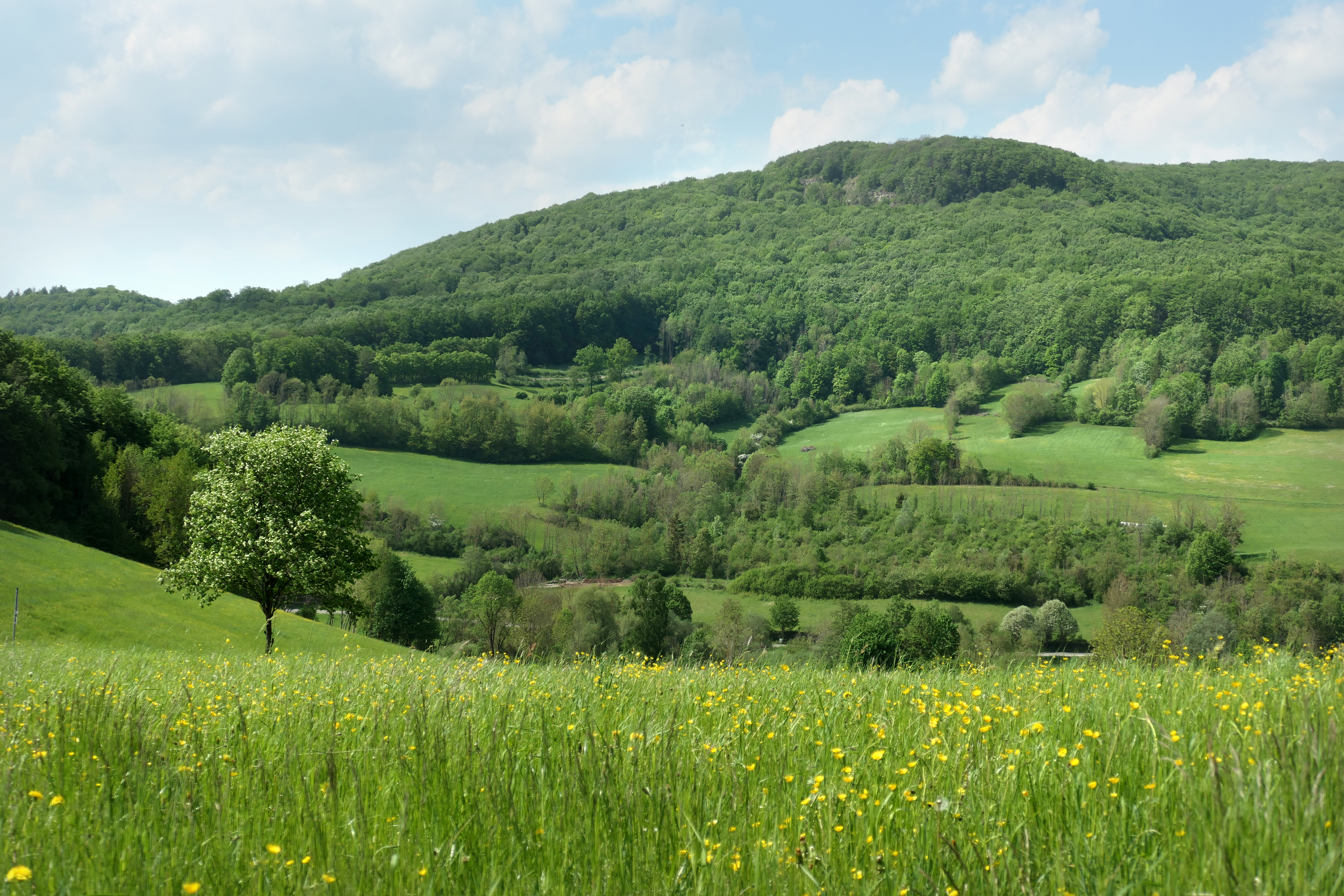
Die Hohe Bahn von der Landesstraße 3424 zwischen Hitzelrode und Neuerode aus gesehen
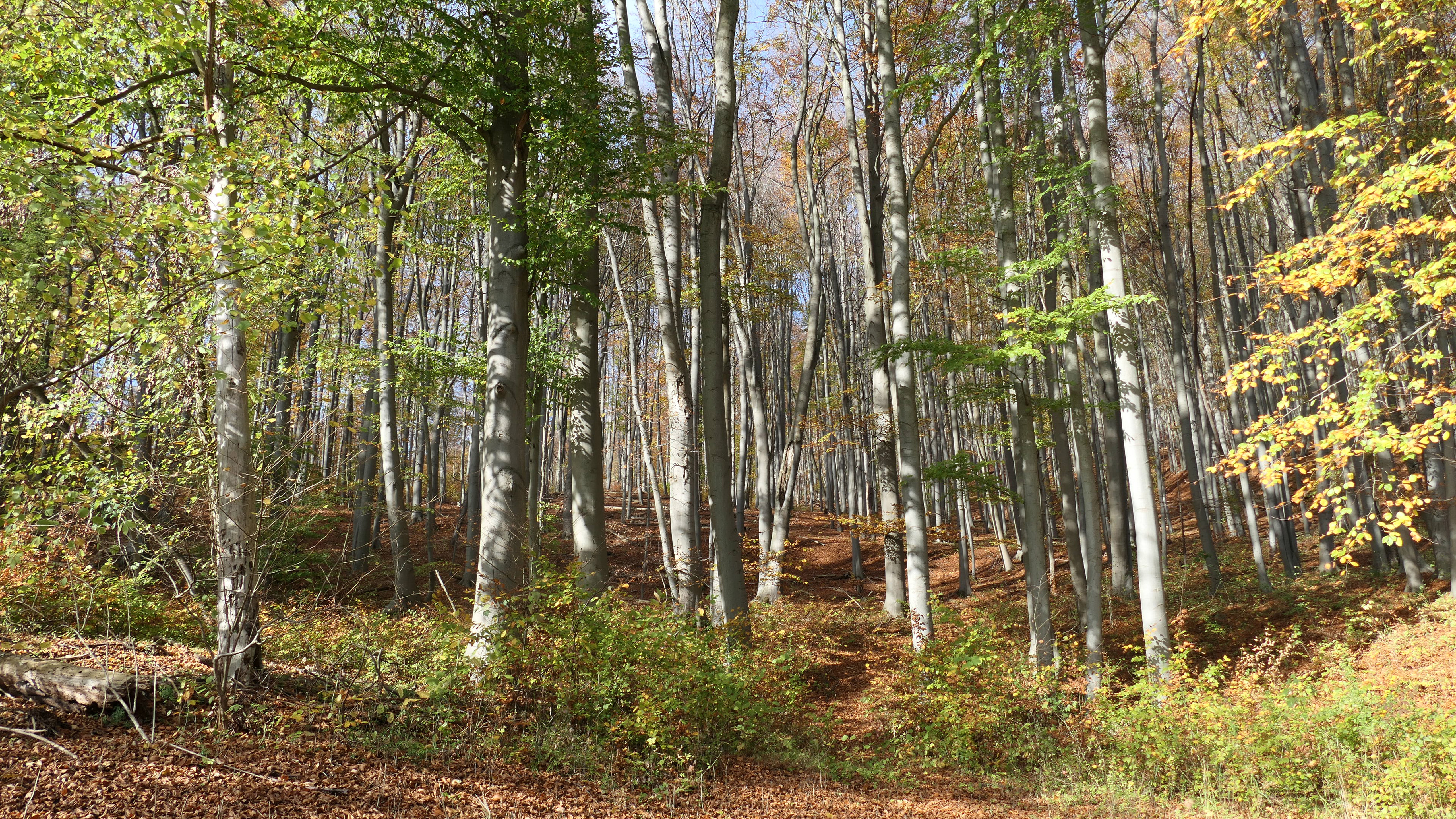
Waldbereich am Fuß der Hohen Bahn

Die trockenwarmen Schutthalden unterhalb der Felswände sind die Standorte der Schlucht- und Hangmischwälder. In der Baumschicht herrschen Berg-Ahorn und Sommer-Linde vor, die sonst so konkurrenzstarke Buche verträgt die lockeren, nachrutschenden Böden nicht. Zu den kennzeichnenden Pflanzenarten der Krautschicht gehören Stinkender Storchschnabel und Ruprechtsfarn. Unterschiede bestehen zwischen den nördlich und den südlich bis westlich exponierten Wäldern. So wird die Vegetation in einem nach Westen ausgerichteten Hangschuttwald durch Schwalbenwurz und Kalk-Blaugras und in einem nordexponierten durch Großes Springkraut, Knoblauchsrauke, Große Brennnessel und Gewöhnlichen Dornfarn geprägt.

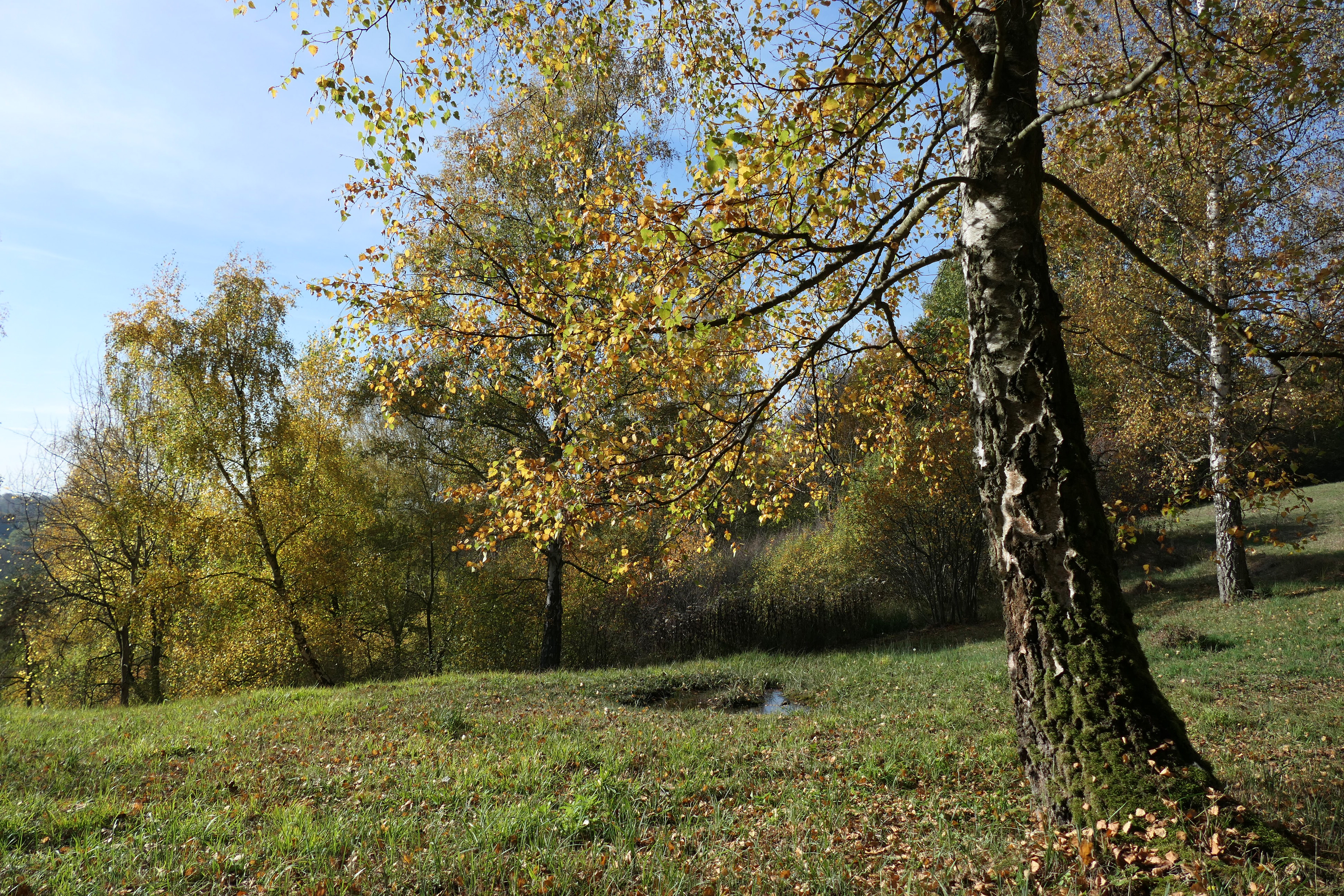
Das separate Teilgebiet mit einem Kalksumpf nördlich von Motzenrode

Als von hohem Reiz und für die Wissenschaft von besonderer Bedeutung werden die waldfreien Felsfluren über und an den Abrisswänden angesehen. Sie sind mit lückigem Blaugrasrasen bewachsen, der hier innerhalb der nördlichen Mittelgebirge Deutschlands, zu den am höchsten gelegenen gehört und so eine Besonderheit darstellt. Neben dem namensgebenden Kalk-Blaugras wachsen mit Berg-Distel, Kahlköpfigem Rauen Löwenzahn und Buntem Reitgras dealpine Arten. Zu den weiteren Pflanzen, die in der Hessischen Schweiz auftreten, gehören Bittere Kreuzblume, Kugelige Teufelskralle, Berg-Kronwicke, Salomonssiegel und Blut-Storchschnabel. Eine floristische Kostbarkeit ist das Vorkommen von Bartlings Sommerwurz, die schmarotzend auf der Heilwurz wächst. Die Art wurde 1844 von dem Göttinger Botaniker August Grisebach erstmals aus dem Gebiet der Hörne beschrieben und nach ihrem Entdecker Bartling benannt. Das Vorkommen ist in Hessen außerhalb der Gobert nur noch auf wenige Wuchsorte im mittleren Werratal beschränkt.
Der kleinflächige Kalkquellsumpf bei Motzenrode weist eine Vielzahl seltener Pflanzen auf. In der, vor allem von Moosen aufgebauten Pflanzengesellschaft wachsen Schmalblättriges und Breitblättriges Wollgras, Sumpf-Stendelwurz und Sumpf-Dreizack sowie das Kalk-Blaugras, mit einem der wenigen Vorkommen außerhalb der Alpen und des Alpenvorlandes auf Feuchtstandorten.

## Natur- und Kulturdenkmale in der Hessischen Schweiz

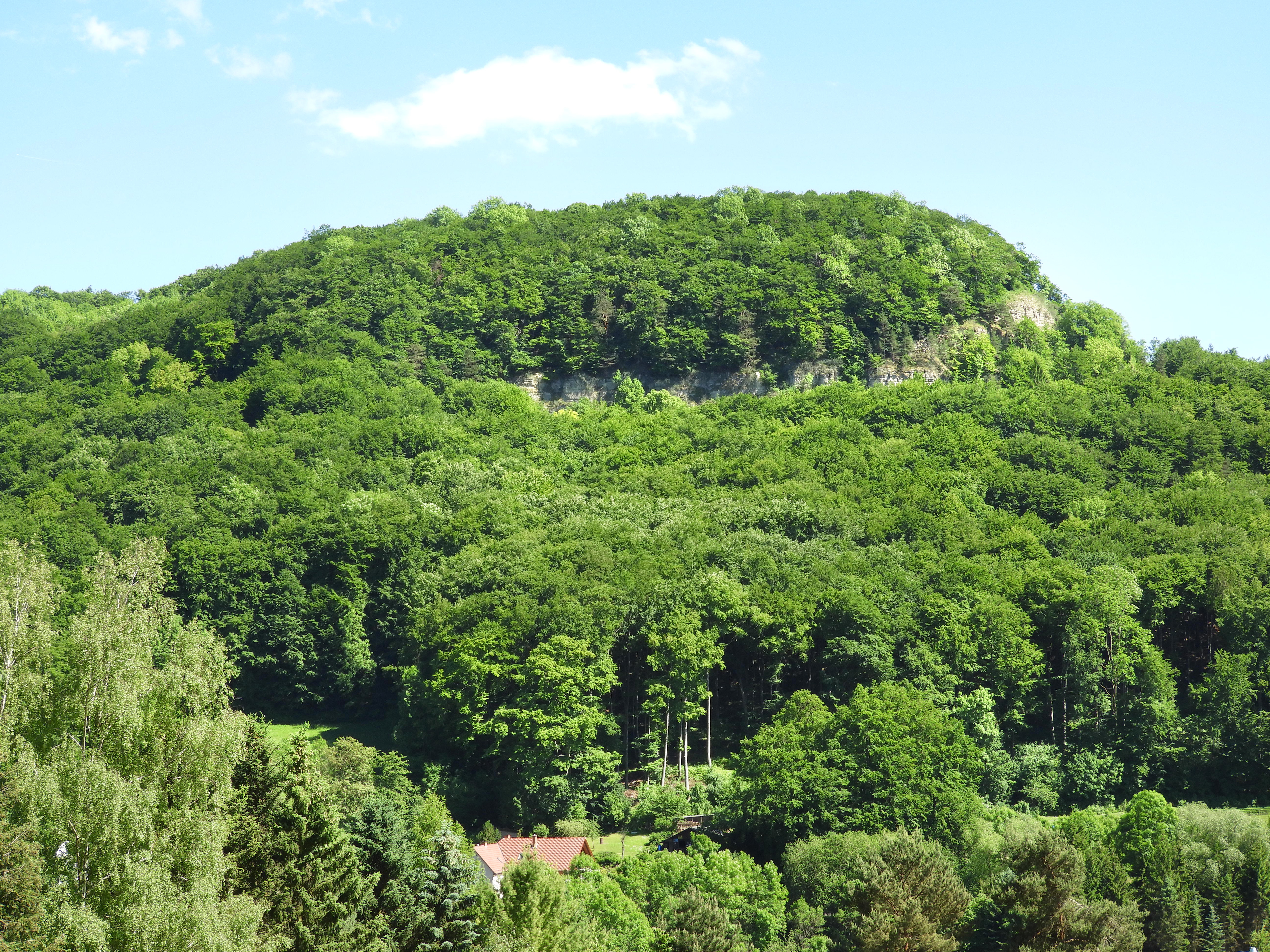
Der Felsen der „Salzfrau“

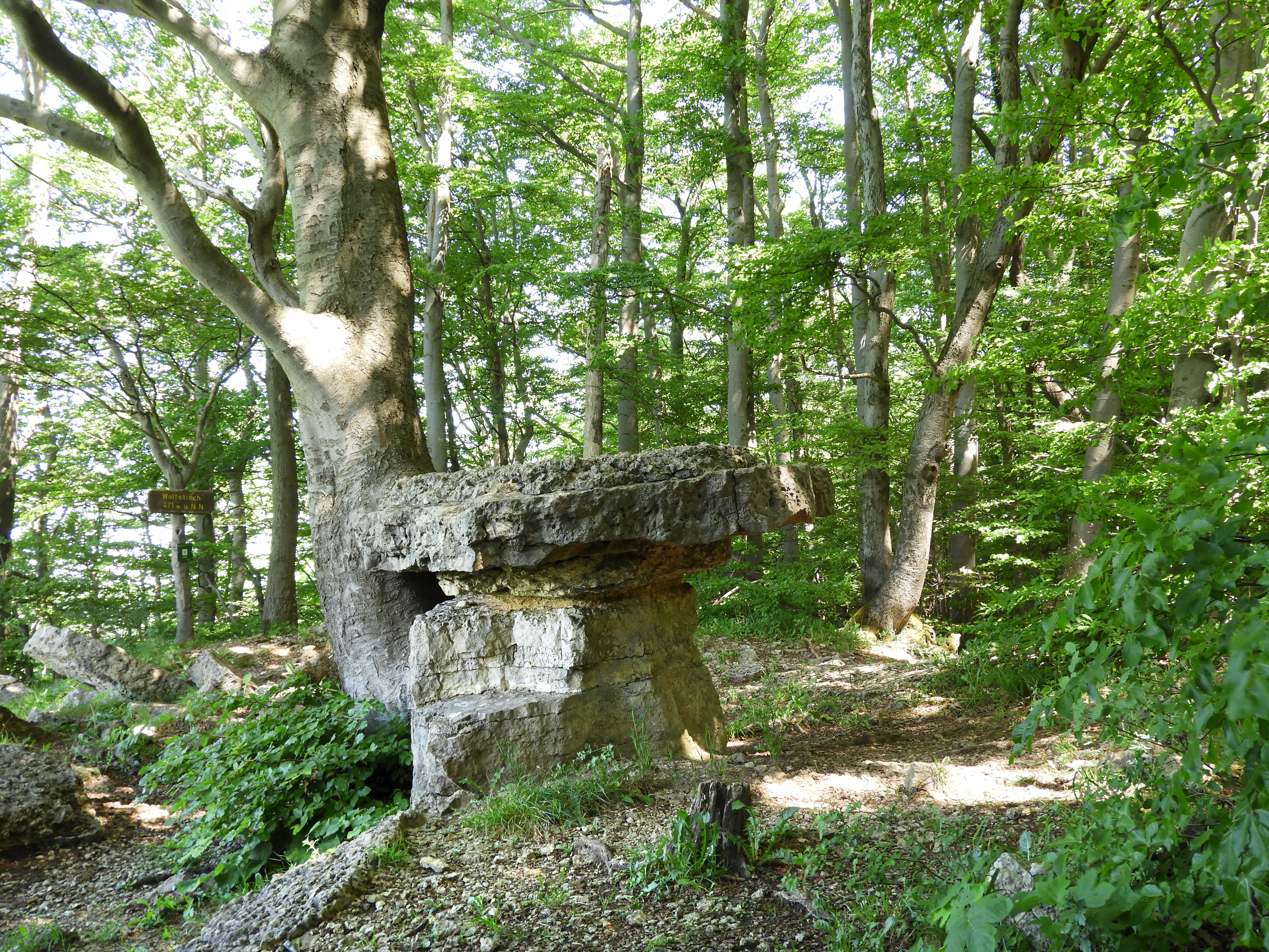
Der „Wolfstisch“

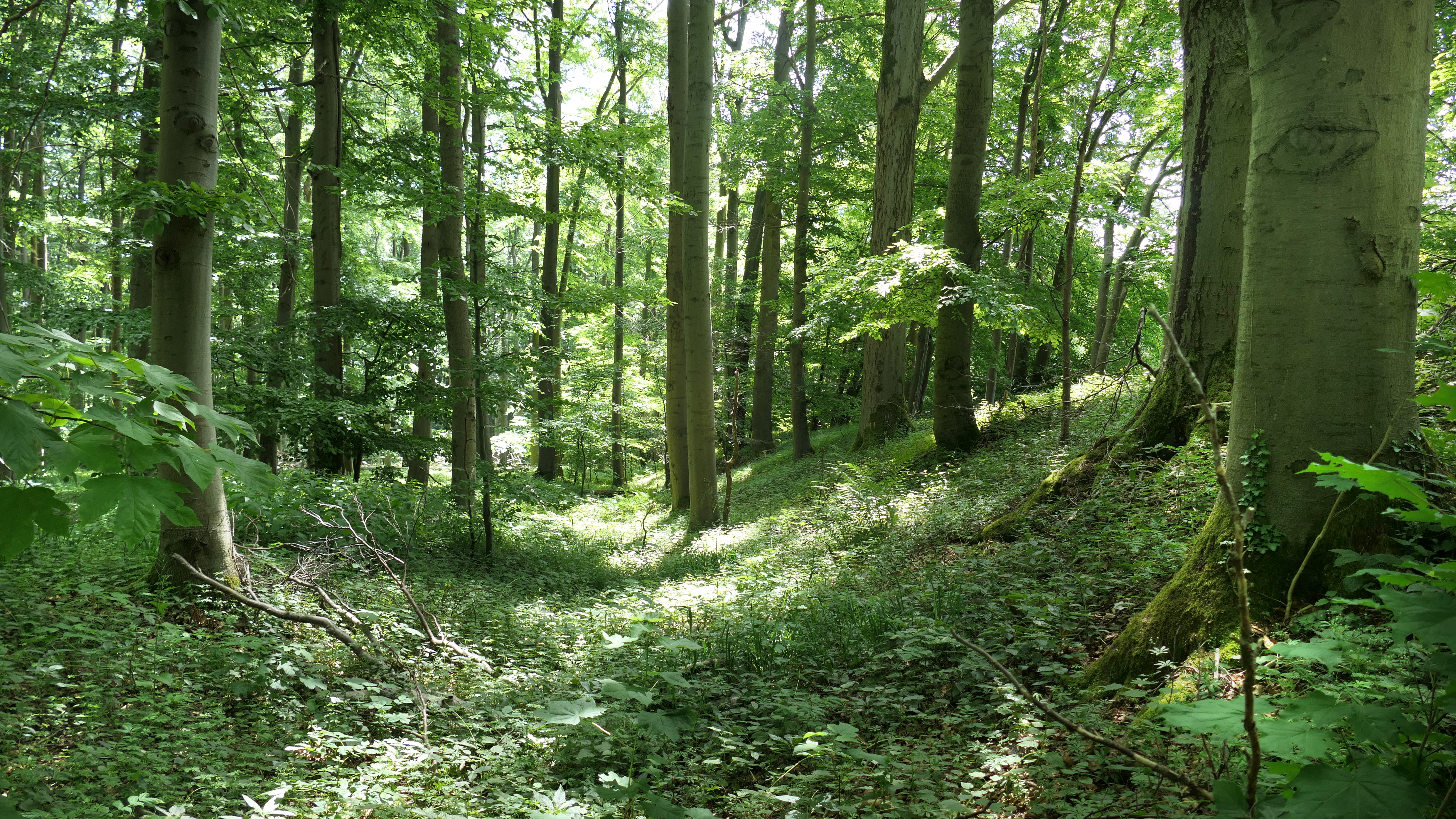
Der Brandwall östlich der Abrisskante des Hohesteins

Drei der Aussichtspunkte an den Abrisskannten der Gobert, südwestlich bis westlich von Hitzelrode, sind als geologische Naturdenkmale ausgewiesen worden:
- Salzfrau

Die „Salzfrau“ ist ein 471 m hoher Aussichtspunkt, mit Blick über das Werratal bis hin zum Hohen Meißner. Überlieferungen zufolge führte einst ein alter „Sälzerweg“ von den Siedehäusern in Sooden, in denen das Salz aus Sole gewonnen wurde, über das Plateau der Gobert. An der Felskante war einer der Rastplätze der Salzträgerinnen. Von hier aus haben sie den Frauen unten im Ort, die Salz kaufen wollten, Zeichen gegeben, damit sie sich auf den Weg machen konnten. Eine andere Version bezieht sich auf die Zeit, in der Salz rar und teuer  war und Schmuggel lohnenswert. Einer der Schmugglerwege führte von Bad Sooden-Allendorf durch die Region ins Eichsfeld. Auf der „Salzfrau“ soll eine Frau Wache gehalten und mit einem weißen Tuch gewunken haben, wenn der Weg frei war. Haben Zöllner patrouilliert, wurde ein rotes Tuch geschwenkt.
- Wolfstisch

Der Wolfstisch genannte Felsen steht mit einer Höhe von rund 1,5 m nur wenige Meter vor einer senkrechten Abrisskante. Die Felskante und die Basis des Wolfstischs bestehen aus mikritischem Kalkstein. Seine Platte wird aus dem Kalkstein der Terebratulabänke gebildet, die nach dem Leitfossil, einem muschelartigen Armfüßler benannt wurde. Der von Mythen umsponnene Wolfstisch ist durch natürliche Auswitterung entstanden. Spuren menschlicher Bearbeitung sind nicht erkennbar, aber auch nicht auszuschließen. In alter Zeit soll er als Gerichts- und Opferstätte gedient haben.
- Pferdeloch

Das „Pferdeloch“ ist eine enge und tiefe Felsklamm, die durch einen Abbruch entstanden ist. In der Zeit des Dreißigjährigen Kriegs versteckte die Bevölkerung hier ihr Vieh vor den plündernden Soldatenhorden. Der Aussichtspunkt oberhalb des Pferdelochs bietet mit einer Höhe von rund 470 m einen Blick auf Hitzelrode und den Hohestein.
Erste menschliche Nutzungsspuren der Gobert stammen aus vorgeschichtlichen Zeiten. Eine Wallanlage auf dem Hohestein bestätigt, dass Menschen von etwa 800 v. Chr. bis um die Zeitenwende hier gelebt haben.
- Brandwall

Der sogenannte Brandwall ist ein rund 650 Meter langer, bis zu zehn Meter breiter und bis zu drei Meter hoher Wall mit einem vorgelagerten Doppelgraben. Den Namen erhielt das, in die ältere Eisenzeit datierte Holz-Stein-Erde-Werk von einer Schicht gebrannten Lehms, die an der Walloberseite zutage tritt und darauf hindeuten könnte, dass die Befestigung durch Feuer zerstört wurde. Das geschützte Bodendenkmal könnte als germanische Kultstätte, als Teil einer Fliehburg, als Schutzwall der Kelten gegen die vordringenden Germanen oder als Wall einer eisenzeitlichen Höhensiedlung gedient haben.
Ein Industriedenkmal aus der Nachkriegszeit ist der
- Kalkofen

In dem turmähnlichen, bis auf eine Höhe von rund 10 m aus Backsteinen rundgemauerten Ofen, wurde in den 1950er Jahren Kalk gebrannt. Die meisten der umliegenden Abbaustellen sind inzwischen zugewachsen. Wegen seiner technischen und geschichtlichen Bedeutung ist er ein schützenswertes Kulturdenkmal.

## Unterschutzstellung

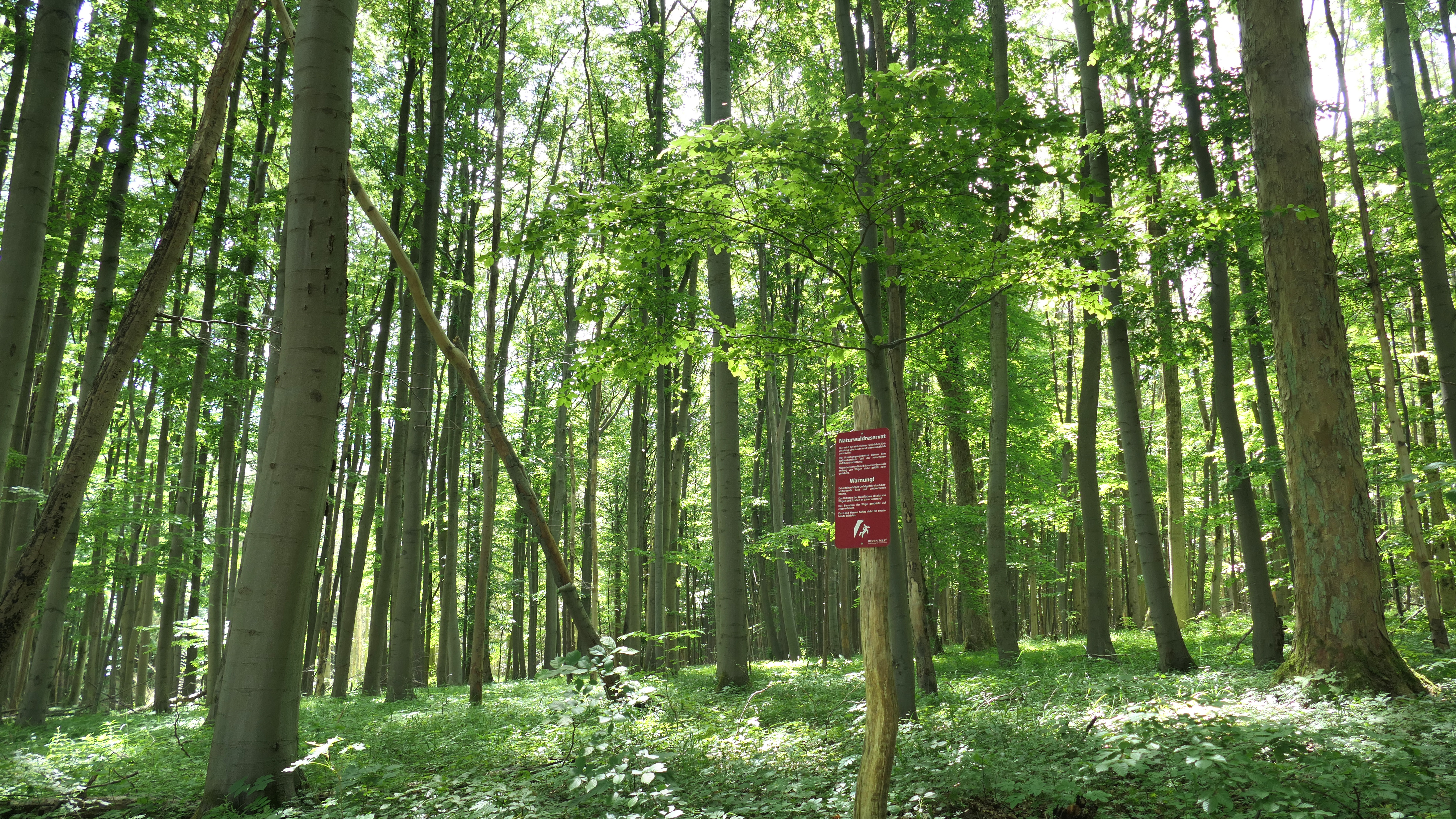
Naturwaldreservat Hohestein

- Naturschutzgebiet

Das Waldgebiet um Hörne, Hohestein und Gobert wurde mit Verordnung vom 28. April 1989 des Regierungspräsidiums in Kassel zum Naturschutzgebiet erklärt. Mit der Unterschutzstellung sollten ein „Bergsturz, Kalkfelsfluren, Kalksümpfe, Magerrasen, Blockschuttwälder und großflächige Laubholzbestände“, mit den hier beheimateten „seltenen und stark gefährdeten Pflanzen- und Tierarten“ erhalten und langfristig gesichert werden. Über die Musterverordnung hinaus blieben Maßnahmen der Waldpflege, soweit sie dem besonderen Schutzzweck des Gebiets dienen, eine extensive Nutzung der Grünlandflächen, die Ausübung der Jagd auf Haarwild und die erforderlichen Maßnahmen zur Erhaltung der vorhandenen Erholungseinrichtungen gestattet.
- Fauna-Flora-Habitat-Gebiet

Im Rahmen der der Umsetzung der Fauna-Flora-Habitat-Richtlinie wurde die Hessische Schweiz mit dem benachbarten Naturschutzgebiet „Kalkklippen südlich des Iberges“ vom Land Hessen im April 1999 der EU-Kommission für das länderübergreifende Netz besonderer Schutzgebiete „Natura 2000“ gemeldet. Die Schutzwürdigkeit wurde mit dem aus botanischer und ornithologischer Sicht bundesweit bedeutenden großflächigen Laubwaldkomplex, den Vorkommen von Eiben, der Blaugrashalden sowie der natürlichen Bergstürze begründet. Neben dem Gebietsmanagement und dem damit verbundenen Monitoring forderte die EU eine förmliche Schutzerklärung, die im Januar 2008 mit der „Verordnung über Natura 2000-Gebiete in Hessen“ erfolgte. Das FFH-Gebiet bekam den Namen „Kalkklippen der Gobert“, besitzt eine Größe von 289 Hektar, hat die Gebietsnummer 4726-350 und den WDPA-Code 555520072.
- Vogelschutzgebiet

Die westliche Hälfte des Naturschutzgebiets ist zugleich der nördliche Bereich des dreigeteilten Vogelschutzgebiets „Felsklippen im Werra-Meißner-Kreis“ mit der Gebietsnummer 4726-401 und einer Gesamtfläche von mehr als 480 Hektar. Mit der Ausweisung sollten die natürlich entstandenen Kalkfelsen, die aus den bewaldeten Berghängen über den Tälern aufragen, als Brutgebiete von Wanderfalken und Uhus erhalten und gesichert werden. Sie sind hier Felsbrüter und besiedeln nur die Felswände, die nicht von Gehölzen bewachsen sind und ihnen einen freien Anflug bieten. Wanderfalke und Uhu gehören zu den Arten, für die nach der Europäischen Vogelschutzrichtlinie besondere Schutzgebiete eingerichtet werden müssen.
Die „Felsklippen im Werra-Meißner Kreis“ grenzen an das 8.433 Hektar große thüringische Vogelschutzgebiet „Werrabergland südwestlich Uder“, mit der europäischen Nummer 4626-420. Die Wälder des Gebiets mit ihrem hohen Anteil an Alt- und Totholz gelten als bedeutende Habitate für Wespenbussard, Grau-, Mittel- und Schwarzspecht. Die mit den bewaldeten Flächen verzahnten Bereiche des Offenlands sind Lebensräume für Rot- und Schwarzmilan, Turteltaube, Neuntöter, Raubwürger, Wachtel und Waldschnepfe sowie von Eisvogel und Uhu.
- Naturwaldreservat

Die Flächen des Naturwaldreservats Hohestein liegen vollständig im Naturschutzgebiet auf überwiegend schwach bis mäßig geneigten Plateaubereichen. Der zum Eigentum des Landes Hessen gehörende Staatswald besteht aus einem 27 Hektar großen prozessgeschützten Totalreservat, das seit 1989 aus der forstlichen Nutzung herausgenommen wurde und sich selbst überlassen bleibt und einer Vergleichsfläche mit einer Größe von 24 Hektar, die weiter naturnah bewirtschaftet wird. In dem von Rotbuchen dominierten Waldgebiet gelten die Bäume auf dem größten Teil der Fläche mit einem Alter von unter 120 Jahren als vergleichsweise jung. Rotbuchen in Urwäldern können rund dreimal so alt werden. Der Hohestein befindet sich so erst am Anfang seiner Entwicklung und soll künftig zu einem Naturwald werden, in dem alle Entwicklungsstufen von der Verjüngung bis zur Zerfallsphase nebeneinander zu finden sind.
- Grünes Band

Das unzerschnittene Laubwaldgebiet der „Hessischen Schweiz“ und des benachbarten Naturschutzgebiets „Kalkklippen südlich des Iberges“ gehören zu dem Schwerpunktbereich „Gobert und Hessische Schweiz“, die von der Heinz Sielmann Stiftung bundesländerübergreifend mit in das Naturschutzgroßprojekt des „Grünen Bandes“ einbezogen wurde. Auf der thüringischen Seite umfasst dieser Bereich das gesamte Waldgebiet des Höhenzuges, mit dem vorgelagerten Grünland und den Halbtrockenrasen. Die als „Korridor der Artenvielfalt“ bezeichneten Abschnitte entlang der ehemaligen innerdeutschen Grenze wurden mit der Entscheidung des Thüringer Landtags vom 9. November 2018 zum Nationalen Naturmonument erklärt.

### Benachbarte Schutzgebiete
Auf der hessischen Seite wird das Naturschutzgebiet von einer der vielen Teilflächen des FFH-Gebiets 4825-302 „Werra- und Wehretal“ umgeben. Das mit einer Fläche von rund 24.500 Hektar größte Natura 2000-Gebiet Hessens hat als wesentlichen Schutzzweck die Sicherung der großen zusammenhängenden Buchenwälder mit dem angrenzenden Grünland, als Jagdreviere für das Große Mausohr und die Bechsteinfledermaus, zum Ziel. An seiner östlichen Seite grenzt das thüringische FFH-Gebiet „Stein - Rachelsberg - Gobert“ an, das insgesamt eine Fläche von 716 Hektar umfasst, die europäische Nummer 4726-320 und die landesinterne Kennung 19 besitzt.
Ebenfalls bis an die Landesgrenze reichen das rund 38.500 Hektar große Landschaftsschutzgebiet „Obereichsfeld“, das im Jahr 2009 ausgewiesen wurde und mit dem sich nördlich anschließenden „Untereichsfeld“ die historisch gewachsene Region Eichsfeld bildet sowie der, im Jahr 1990 gegründete Naturpark Eichsfeld-Hainich-Werratal, mit einer Größe von insgesamt 85.800 Hektar.

## Besucherhinweis

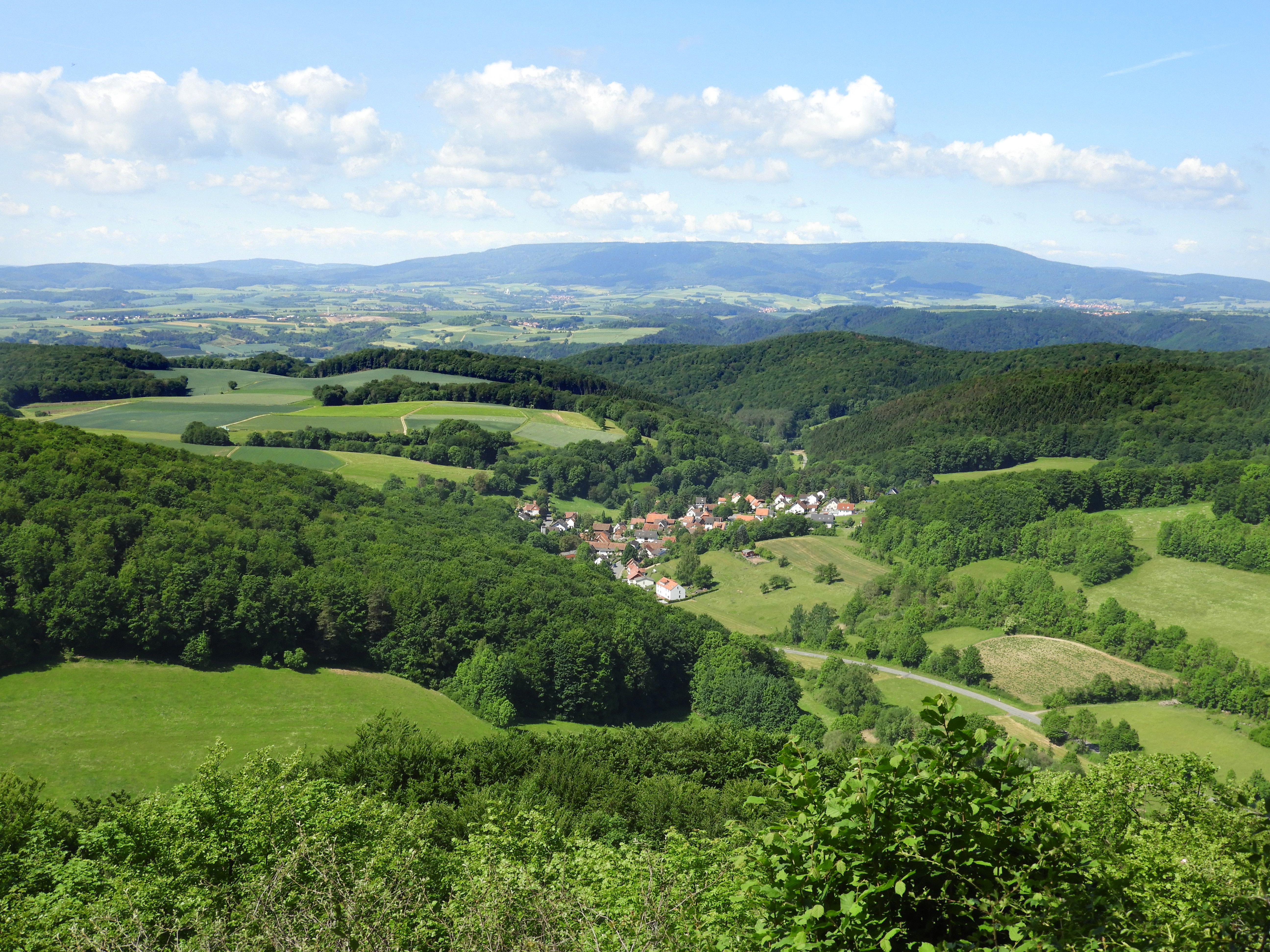
Von der „Salzfrau“ reicht der Blick über Motzenrode bis zum Hohen Meißner

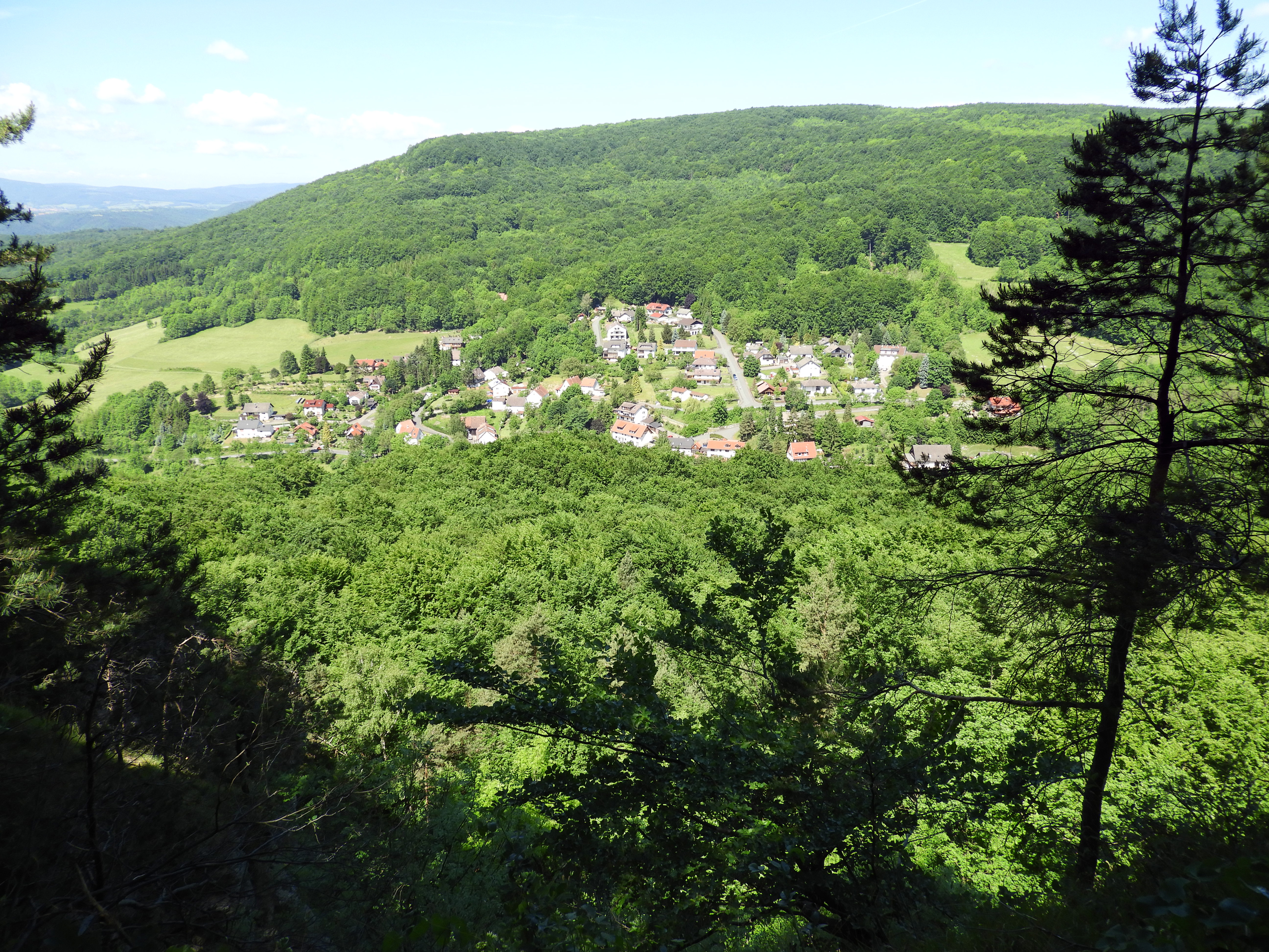
Vom „Pferdeloch“ ist Hitzelrode und die „Hohe Bahn“ zu sehen

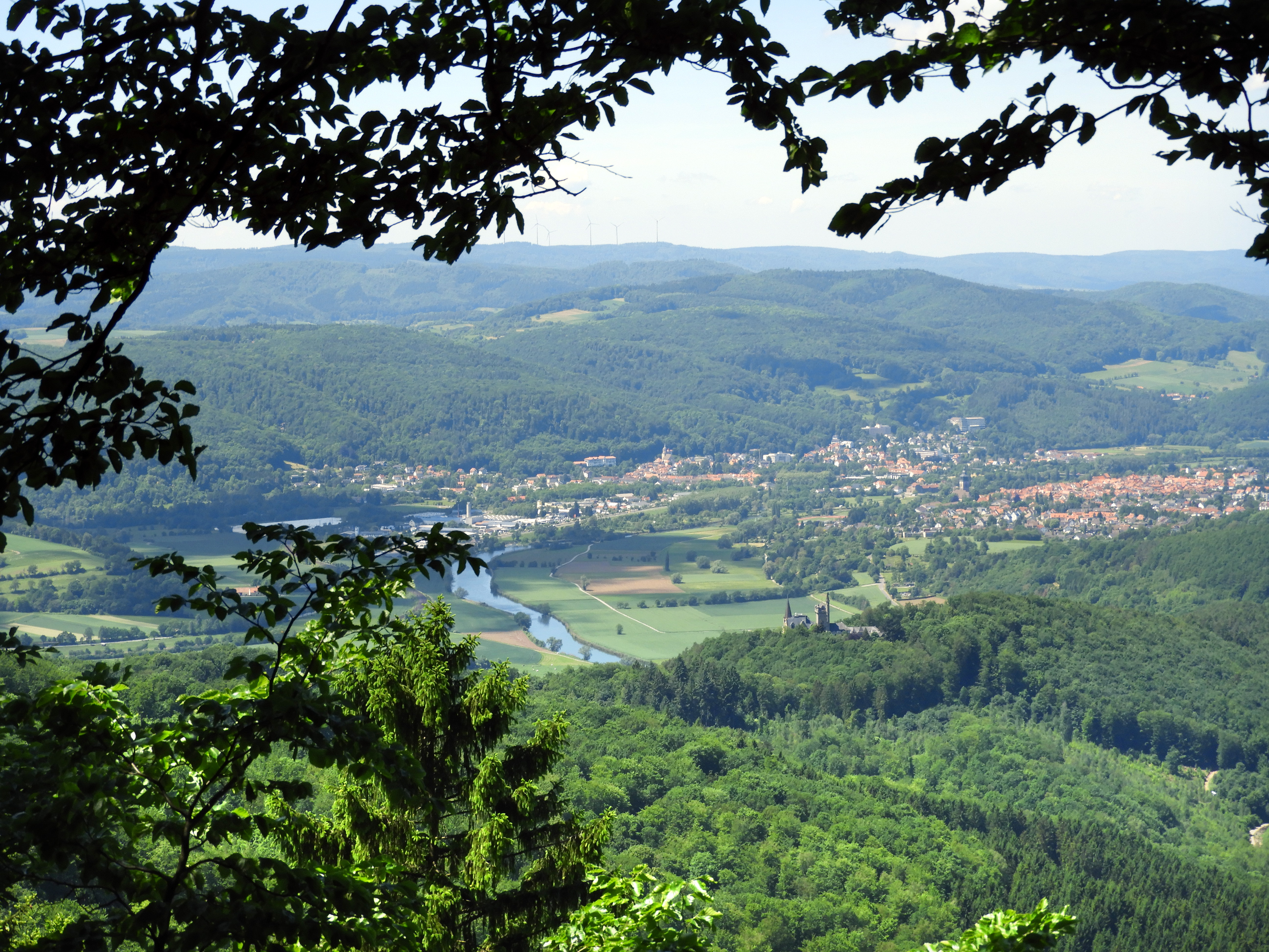
Die „Schöne Aussicht“ bietet einen Blick auf Schloss Rothestein, Werra, Bad Sooden-Allendorf und die Höhen des Kaufunger Waldes

Der Bereich der Hessischen Schweiz zählt zu den schönsten Bergwandergebieten Hessens und ist durch markierte Wege und Wanderpfade erschlossen. Sie führen auch zu den Aussichtspunkten an den Abrisskanten von „Salzfrau“, „Pferdeloch“, „Wolfstisch“, „Weißen Graben“, „Schöner Aussicht“, Hohestein und Hörne mit Ausblicken in das Werratal:
- Der Premiumwanderweg P4 „Hessische Schweiz“ des Geo-Naturparks Frau-Holle-Land führt auf meist schmalen Waldpfaden zu den Aussichtspunkten auf den Felskanten und verläuft nach steilem Anstieg auf dem Plateau der Gobert relativ eben. Der rund sechzehn Kilometer lange Rundweg, der erweitert und abgekürzt werden kann, besitzt wegen seiner Qualität das Wandersiegel des Deutschen Wanderinstituts. Wegen eines kurzen Teilstücks, das Trittsicherheit erfordert, ist die Tour als mittelschwer eingestuft worden.[33]
- Auf teilweise gleicher Wegstrecke wie der P4 verläuft über die Gobert der Werra-Burgen-Steig Hessen mit der Wegmarkierung X5 H. Der als „Qualitätsweg Wanderbares Deutschland“ ausgezeichnete Weitwanderweg verbindet mit einer Länge von 133 km Hann. Münden mit der Tannenburg in Nentershausen.[34]
- Auf dem ehemaligen Kolonnenweg entlang der Landesgrenze führt auf der thüringischen Seite die andere Variante des Werra-Burgen-Steigs an dem Schutzgebiet vorüber. Der Fernwanderweg, mit dem Wegzeichen X5 beginnt bei den Werraquellen am Rennsteig und endet nach rund 350 km in Hann. Münden. Hier verläuft auf gleichem Weg auch der „Eichsfeldwanderweg“, der rund 280 km lang das Eichsfeld umrundet. Sein Markierungszeichen ist das sechsspeichige rote Mainzer Rad, das an die lange Zugehörigkeit der Region zum Kurfürstentum Mainz erinnern soll.[35]